# Рудня (зупинний пункт)
Рудня — пасажирський залізничний зупинний пункт Коростенської дирекції Південно-Західної залізниці розташований на двоколійній, неелектрифікованій лінії Овруч — Калинковичі. 
Розташований у с. Рудня Овруцького району між станціями Словечне та Бережесть. 
У 2025 році приміське сполучення відсутнє через близькість до кордону із Білоруссю. 